# Wallace Beery
Wallace Beery, nato  Wallace Fitzgerald Beery (Kansas City, 1º aprile 1885 – Beverly Hills, 15 aprile 1949), è stato un attore e regista statunitense, fra i più popolari e rappresentativi tra le due guerre mondiali.
Nel panorama hollywoodiano di grandi seduttori belli ed eleganti, Beery si presentava con il volto grosso e ghignante, la corporatura tozza, i gesti sgraziati ed a volte volgari, ma con una potente carica di simpatia e di vitalità e con una comunicativa eccezionale, il tutto sorretto da un istrionismo che rendeva indimenticabili le sue interpretazioni di personaggi buffi e commoventi, rozzi eppure dotati di una forte umanità.
Beery fu uno degli attori più attivi dell'epoca, avendo partecipato ad un centinaio di film. Il suo film più significativo fu Viva Villa! (1934). Altre interpretazioni notevoli le fornì ne I quattro cavalieri dell'Apocalisse (1921), Il mondo perduto (1925), Castigo (1930), Il campione (1931), Grand Hotel (1932), Pranzo alle otto (1933), L'isola del tesoro (1934), Sui mari della Cina (1935).
Dal 1916 al 1918 fu sposato con la futura diva del muto Gloria Swanson.
Le sue fattezze ispirarono il disegnatore Norman Ferguson, collaboratore di Walt Disney, per creare il personaggio di Pietro Gambadilegno.

## Biografia
Nato nel Missouri, nella Clay County (che oggi fa parte dell'area metropolitana di Kansas City, Missouri), era il figlio minore di Noah Webster Beery, un poliziotto, e di Frances Margaret Fitzgerald. Sia Wallace che i fratelli William C. Beery e Noah, diventarono attori. Wallace intraprese la carriera dello spettacolo come aiuto domatore di elefanti al Ringling Brothers Circus, dove fu ferito ad un braccio da un leopardo. In seguito, grazie all'incoraggiamento del fratello Noah Beery Sr., si stabilì a New York nel 1904 per lavorare in teatro come baritono ed interprete di spettacoli di varietà.

### Primi anni di carriera
Dopo un periodo in cui si alternò tra Broadway e spettacoli itineranti, passò a lavorare per il cinema recitando per l'Essanay Film Manufacturing Company, una casa di produzione di Chicago per cui girò i suoi primi film. Esordì sullo schermo nel 1913, nel cortometraggio His Athletic Wife, ma i suoi primi successi furono dovuti ad una serie di comiche nelle quali Beery interpretava il ruolo di Sweedie, una ragazza svedese che, con i tratti massicci e mascolini dell'attore, faceva da motivo conduttore alle comiche della serie. In seguito, Beery lavorò - sempre per la Essanay - negli studios che la compagnia fondata da Gilbert Anderson aveva aperto a Fremont, California.
Alla Essanay, Beery conobbe un'attrice esordiente di Chicago, Gloria Swanson, che sposò nel 1915. Il matrimonio non fu felice e la Swanson, che in seguito divenne una delle più grandi dive del muto, raccontò, nelle sue memorie, di essere stata violentata dal marito la sera delle nozze. A causa della brutalità di Beery e del suo alcolismo, nel 1918 i due divorziarono. Beery, che aveva iniziato a ricoprire ruoli da villain, nel 1917 interpretò la parte di Pancho Villa nel serial Patria. Diciassette anni dopo, Beery riprese il ruolo alla MGM con Viva Villa!.

### Periodo sonoro
La potente e profonda voce di Beery, usata deliberatamente in modo strascicato, divenne uno dei suoi tratti caratteristici quando Irving Thalberg lo mise sotto contratto alla MGM agli albori del cinema sonoro.

### Morte
Wallace Beery morì nella sua casa di Beverly Hills per un attacco cardiaco il 15 aprile 1949. Venne sepolto al Forest Lawn Memorial Park di Glendale, California.
Fu membro della Loggia Massonica Blaney n. 271 di Chicago, raggiungendo il 32º grado del Rito scozzese antico ed accettato.

## Riconoscimenti
Premio Oscar
- 1930: – candidatura al miglior attore per Carcere (The Big House)
- 1932: – miglior attore per Il campione (The Champ)

Festival del cinema di Venezia
- 1934: – Medaglia d'oro per Viva Villa!

Per il suo contributo all'industria cinematografica, l'8 febbraio 1960 gli fu assegnata una stella sulla Hollywood Walk of Fame al 7001 di Hollywood Boulevard.

## Filmografia
La filmografia è parziale. Quando manca il nome del regista, questo non viene riportato nei titoli

### Attore
- His Athletic Wife - cortometraggio (1913)
- Mr. Dippy Dipped - cortometraggio (1913)
- Sweet Revenge - cortometraggio (1913)
- The Right of Way, regia di Archer MacMackin - cortometraggio (1913)
- Love Incognito (1913)
- A Successful Failure (1913)
- Dad's Insanity (1913)
- Day by Day (1913)
- Their Wives' Indiscretion (1913)
- The Usual Way (1913)
- Smithy's Grandma Party (1913)
- Hello, Trouble (1913)
- At the Old Maid's Call (1913)
- The Ups and Downs (1914)
- Cheering a Husband (1914)
- A Foot of Romance (1914)
- The Hour and the Man (1914)
- Looking for Trouble (1914)
- One-to-Three (1914)
- Mrs. Manly's Baby (1914)
- The Girl, the Cop, the Burglar (1914)
- Grass County Goes Dry (1914)
- Oh, Doctor (1914)
- A Queer Quarantine (1914)
- The Bargain Hunter (1914)
- The Winner (1914)
- Curing a Husband (1914)
- Making Him Over -- For Minnie (1914)
- Three Little Powders (1914)
- Actor Finney's Finish (1914)
- Jane (1914)
- This Is the Life (1914)
- The Fable of the Brash Drummer and the Nectarine, regia di George Ade (1914)
- The Epidemic (1914)
- Sweedie the Swatter (1914)
- The Fable of Napoleon and the Bumps, regia di George Ade (1914)
- The Fable of Higher Education That Was Too High for the Old Man, regia di George Ade (1914)
- Sweedie and the Lord (1914)
- The Fable of the Coming Champion Who Was Delayed, regia di George Ade (1914)
- In and Out (1914)
- The Fable of the Busy Business Boy and the Droppers-In, regia di George Ade (1914)
- Topsy-Turvy Sweedie (1914)
- The Fable of the Manoeuvres of Joel and Father's Second Time on Earth, regia di E. Mason Hopper (1914)
- Sweedie and the Double Exposure (1914)
- Sweedie Springs a Surprise (1914)
- Love and Soda, regia di E. Mason Hopper - cortometraggio (1914)
- When Knights Were Bold - cortometraggio (1914)
- The Plum Tree (1914)
- Sweedie's Skate (1914)
- Sweedie's Clean-Up (1914)
- Golf Champion 'Chick' Evans Links with Sweedie - cortometraggio (1914)
- The Fickleness of Sweedie (1914)
- Sweedie Learns to Swim (1914)
- She Landed a Big One (1914)
- Rivalry and War (1914)
- Sweedie the Laundress o The Laundress (1914)
- Sweedie the Trouble Maker (1914)
- Three Boiled Down Fables, regia di George Ade (1914)
- The Prevailing Craze (1914)
- Countess Sweedie (1914)
- Sweedie at the Fair (1914)
- A Maid of War (1914)
- Sweedie and the Hypnotist (1914)
- The Fable of the Bush League Lover Who Failed to Qualify, regia di Richard Foster Baker (1914)
- Madame Double X (1914)
- Their Cheap Vacation (1914)
- Sweedie Collects for Charity (1914)
- Two Dinky Little Dramas of a Non-Serious Kind, regia di George Ade (1914)
- Sweedie and the Sultan's Present (1915)
- Sweedie's Suicide (1915)
- Sweedie and Her Dog (1915)
- Two Hearts That Beat as Ten (1915)
- The New Teacher (1915)
- Sweedie Goes to College, regia di Richard Foster Baker (1915)
- The Victor (1915)
- A Pound for a Pound (1915)
- Ain't It the Truth? - cortometraggio (1915)
- Sweedie's Hopeless Love (1915)
- Father's New Maid (1915)
- Love and Trouble (1915)
- Sweedie Learns to Ride (1915)
- The Bouquet (1915)
- Done in Wax
- Sweedie in Vaudeville
- Sweedie's Hero (1915)
- The Slim Princess, regia di E.H. Calvert (1915)
- Sweedie's Finish (1915)
- The Broken Pledge (1915)
- Education (1915)
- The Fable of the Roistering Blades, regia di Richard Foster Baker (1915)
- Il servizio segreto (Patria), regia di Jacques Jaccard, Theodore Wharton e Leopold Wharton (1917)
- The Little American, regia (non accreditati) di Cecil B. DeMille e Joseph Levering (1917)
- Johanna Enlists, regia di William Desmond Taylor (1918)
- The Unpardonable Sin, regia di Marshall Neilan (1919)
- The Love Burglar, regia di James Cruze (1919)
- The Life Line, regia di Maurice Tourneur (1919)
- Soldiers of Fortune, regia di Allan Dwan (1919)
- Victory, regia di Maurice Tourneur (1919)
- Behind the Door, regia di Irvin Willat (1919)
- Vergine d'Oriente (The Virgin of Stamboul), regia di Tod Browning (1920)
- Un pulcino nella stoppa (The Mollycoddle), regia di Victor Fleming (1920)
- The Round-Up, regia di George Melford (1920)
- 813, regia di Charles Christie e Scott Sidney (1920)
- The Rookie's Return, regia di Jack Nelson (1920)
- Patsy, regia di John McDermott (1921)
- I quattro cavalieri dell'Apocalisse (The Four Horsemen of the Apocalypse), regia di Rex Ingram (1921)
- Storia di due mondi (A Tale of Two Worlds), regia di Frank Lloyd (1921)
- The Golden Snare
- The Last Trail, regia di Emmett J. Flynn (1921)
- The Rosary, regia di Jerome Storm (1922)
- Miele silvestre (Wild Honey), regia di Wesley Ruggles (1922)
- I Am the Law, regia di Edwin Carewe (1922)
- Hurricane's Gal, regia di Allen Holubar (1922)
- Alias Julius Caesar, regia di Charles Ray (1922)
- Dolor di bambino (Trouble), regia di Albert Austin (1922)
- Robin Hood, regia di Allan Dwan (1922)
- A Blind Bargain, regia di Wallace Worsley (1922)
- Only a Shop Girl, regia di Edward LeSaint (1922)
- La fiamma della vita (The Flame of Life), regia di Hobart Henley (1923)
- Stormswept, regia di Robert Thornby (1923)
- Bavu, regia di Stuart Paton (1923)
- L'amore attraverso i secoli o Senti, amore mio (The Three Ages), regia di Edward F. Cline e Buster Keaton (1923)
- Ceneri di vendetta (Ashes of Vengeance), regia di Frank Lloyd (1923)
- Drifting, regia di Tod Browning (1923)
- La gitana (The Spanish Dancer), regia di Herbert Brenon (1923)
- Sotto la raffica (The Eternal Struggle), regia di Reginald Barker (1923)
- Riccardo Cuor di Leone (Richard the Lion-Hearted), regia di Chester Withey (1923)
- The Drums of Jeopardy, regia di Edward Dillon (1923)
- White Tiger, regia di Tod Browning (1923)
- Unseen Hands, regia di Jacques Jaccard (1924)
- The Red Lily, regia di Fred Niblo (1924)
- Let Women Alone, regia di Paul Powell (1925)
- Adventure, regia di Victor Fleming (1925)
- Il club degli scapoli (The Night Club), regia di Paul Iribe e Frank Urson (1925)
- Il mondo perduto (The Lost World), regia di Harry Hoyt (1925)
- The Devil's Cargo, regia di Victor Fleming (1925)
- Frontiera d'anime (The Great Divide), regia di Reginald Barker (1925)
- Coming Through, regia di A. Edward Sutherland (1925)
- Il figliol prodigo (The Wanderer), regia di Raoul Walsh (1925)
- In the Name of Love, regia di Howard Higgin (1925)
- Rugged Water, regia di Irvin Willat (1925)
- The Pony Express, regia di James Cruze (1925)
- Addio mia bella addio (Behind the Front), regia di A. Edward Sutherland (1926)
- Volcano, regia di William K. Howard (1926)
- Marinai... per forza (We're in the Navy Now), regia di A. Edward Sutherland (1926)
- Old Ironsides, regia di James Cruze (1926)
- Casey at the Bat, regia di Monte Brice (1927)
- I mendicanti della vita (Beggars of Life), regia di William A. Wellman (1928)
- Chinatown Nights, regia di William A. Wellman (1929)
- Carcere (The Big House), regia di George W. Hill e Ward Wing (1930)
- Billy the Kid, regia di King Vidor (1930)
- Way for a Sailor, regia di Sam Wood (non accreditato) (1930)
- Jenny Lind (A Lady's Morals), regia di Sidney Franklin (1930)
- Castigo (Min and Bill), regia di George W. Hill (1930)
- I gioielli rubati (The Stolen Jools), regia di William C. McGann (1931)
- The Secret Six, regia di George W. Hill (1931)
- Il campione (The Champ), regia di King Vidor (1931)
- I demoni dell'aria (Hell Divers), regia di George W. Hill (non accreditato) (1931)
- Grand Hotel, regia di Edmund Goulding (1932)
- Carne (Flesh), regia di John Ford (non accreditato) (1932)
- Cuori in burrasca (Tugboat Annie), regia di Mervyn LeRoy (1933)
- Pranzo alle otto (Dinner at Eight), regia di George Cukor (1933)
- Spavalderia (The Bowery), regia di Raoul Walsh (1933)
- Viva Villa! (Viva Villa!), regia di Jack Conway (1934)
- L'isola del tesoro (Treasure Island), regia di Victor Fleming (1934)
- Sui mari della Cina (China Seas), regia di Tay Garnett (1935)
- Aquile (West Point of the Air), regia di Richard Rosson (1935)
- Il circo (O' Shaugnessy'Boy) regia di Richard Boleslawski (1935)
- Messaggio segreto (A Message to Garcia), regia di George Marshall (1936)
- Il tesoro del fiume (Old Hutch), regia di J. Walter Ruben (1936)
- Il mercante di schiavi (Slave Ship), regia di Tay Garnett (1937)
- La tigre del mare (Thunder Afloat), regia di George B. Seitz (1939)
- Sfida a Baltimora (Stand Up and Fight), regia di W. S. Van Dyke (1939)
- Giuramento di sangue (20 Mule Team), regia di Richard Thorpe (1940)
- Avventura nel Wyoming (Wyoming), regia di Richard Thorpe (1940)
- Pancho il messicano (The Bad Man), regia di Richard Thorpe (1941)
- Vecchio squalo (Barnacle Bill), regia di Richard Thorpe (1941)
- Il difensore di Manila (Salute to the Marines), regia di S. Sylvan Simon (1943)
- L'avventuriero della città d'oro (Barbary Coast Gent), regia di Roy Del Ruth (1944)
- Bascomb il mancino (Bad Bascomb), regia di S. Sylvan Simon (1946)
- L'invincibile McGurk (The Mighty McGurk), regia di John Waters (1947)
- Gentiluomo ma non troppo (Alias a Gentleman), regia di Harry Beaumont (1948)
- Così sono le donne (A Date with Judy), regia di Richard Thorpe (1948)
- Jack il bucaniere (Big Jack), regia di Richard Thorpe (1949)

### Regista
- Kitty's Knight (1913)
- She Landed a Big One (1914)
- Rivalry and War (1914)
- The Merry Models (1915)
- Snakeville's Champion (1915)
- The Janitor's Vacation (1916)
- The Janitor (1916)
- Just a Few Little Things (1916)
- The Sody Clerk (1916)
- A Thousand Dollars a Week (1916)
- He Becomes a Cop (1916)
- From the Rogue's Gallery (1916)
- Hired and Fired (1916)
- He Almost Lands an Angel (1916)
- A Hero by Proxy (1916)
- Borrowed Plumes (1916)
- Breaking Into Society (1916)
- Fame at Last (1916)
- Sweedie, the Janitor (1916)
- A Capable Lady Cook (1916)
- Taking the Count (1916)
- Bombs and Banknotes (1917)
- Two Laughs (1917)
- Pete's Pants (1917)
- The Bathhouse Scandal (1918)
- Perils of the Parlor (1918)
- She Wasn't Hungry, But... (1919)
- Only a Janitor (1919)
- A Beach Nut (1919)

### Apparizioni in film e documentari
- Hollywood: Style Center of the World, regia di Oliver Garver - filmati di repertorio (1940)
- Some of the Best: Twenty-Five Years of Motion Picture Leadership documentario (1949)

## Doppiatori italiani
- Mario Besesti in La guerra eroica, Viva Villa! (ridoppiaggio), Messaggio segreto (ridoppiaggio), Il mercante di schiavi (ridoppiaggio), Sfida a Baltimora, Il difensore di Manila, Così sono le donne, Jack il bucaniere
- Olinto Cristina in Il campione (ridoppiaggio), Cuori in burrasca, Pranzo alle otto, Sui mari della Cina
- Vittorio Sanipoli in Grand Hotel (ridoppiaggio), Pranzo alle otto (ridoppiaggio), Giuramento di sangue, Pancho il messicano
- Augusto Galli in Castigo
- Frank Puglia in Il campione[7]
- Gero Zambuto in Spavalderia
- Camillo Pilotto in Gentiluomo ma non troppo
- Carlo Hintermann in L'isola del tesoro (ridoppiaggio)
- Roberto Villa in Sui mari della Cina (ridoppiaggio)